# Oxystophyllum torricellianum
Oxystophyllum torricellianum là một loài thực vật có hoa trong họ Lan. Loài này được (Kraenzl.) M.A.Clem. mô tả khoa học đầu tiên năm 2003.